# Korenica
Korenica je naselje na Hrvaškem, ki upravno spada pod občino Plitvička jezera Liško-senjske županije, prej pa je bilo občinsko središče.
V času SFR Jugoslavije se je Korenica uradno imenovala Titova Korenica, podobno kot bližnji Titov Drvar v Bosni in Hercegovini.

## Demografija
| Pregled števila prebivalcev po letih | Pregled števila prebivalcev po letih | Pregled števila prebivalcev po letih | Pregled števila prebivalcev po letih | Pregled števila prebivalcev po letih | Pregled števila prebivalcev po letih | Pregled števila prebivalcev po letih | Pregled števila prebivalcev po letih | Pregled števila prebivalcev po letih | Pregled števila prebivalcev po letih | Pregled števila prebivalcev po letih | Pregled števila prebivalcev po letih | Pregled števila prebivalcev po letih | Pregled števila prebivalcev po letih | Pregled števila prebivalcev po letih |
| ------------------------------------ | ------------------------------------ | ------------------------------------ | ------------------------------------ | ------------------------------------ | ------------------------------------ | ------------------------------------ | ------------------------------------ | ------------------------------------ | ------------------------------------ | ------------------------------------ | ------------------------------------ | ------------------------------------ | ------------------------------------ | ------------------------------------ |
| 1857                                 | 1869                                 | 1880                                 | 1890                                 | 1900                                 | 1910                                 | 1921                                 | 1931                                 | 1948                                 | 1953                                 | 1961                                 | 1971                                 | 1981                                 | 1991                                 | 2001                                 |
| 1947                                 | 4628                                 | 4067                                 | 324                                  | 298                                  | 352                                  | 333                                  | 441                                  | 304                                  | 339                                  | 496                                  | 829                                  | 1299                                 | 1716                                 | 1570                                 |